# Paraquilegia caespitosa
Paraquilegia caespitosa là một loài thực vật có hoa trong họ Mao lương. Loài này được (Boiss. & Hohen.) J.R. Drumm. & Hutch. mô tả khoa học đầu tiên năm 1920.